# Katedra w Murcji
Katedra w Murcji (hiszp. Catedral de Santa María) – zabytkowy kościół katedralny w Murcji (Hiszpania).

## Historia
Budowę kościoła rozpoczęto w XIV, a ostatecznie ukończono w XVIII w. (największa ilość prac została wykonana w latach 1394–1465). Reprezentuje spójną mieszankę stylów, nazywaną niekiedy śródziemnomorskim gotykiem. Najbardziej imponująco przedstawia się fasada świątyni, zrealizowana w stylu barokowym z jasnego marmuru (od strony Plaza Cardenal Belluga). Wieża ma 95 m wysokości i należy do najwyższych wież kościelnych w Hiszpanii. Dzwony katedralne, których łącznie jest 25, wybijają zawsze godzinę 13, czyli czas na posiłek. Zawiera dwie kondygnacje potężnych korynckich kolumn, które ujmują dziesiątki kamiennych rzeźb, z koronacją Najświętszej Marii Panny w centrum i Wniebowzięciem powyżej. Wokół nich znajdują się figury hiszpańskich świętych i królów.

## Architektura
Wnętrza wypełniają liczne kaplice, których część dekorowana jest w stylu plateresco. Szczególnie ciekawa jest Capilla de los Vélez z lat 1491–1505. Niedaleko ołtarza znajduje się urna z sercem króla Alfonsa X Mądrego. Przy katedrze funkcjonuje muzeum z cennymi rzeźbami i paramentami (m.in. 600-kilogramową monstrancją ze srebra i złota). 